# بطاقة رقمية
يشير مصطلح البطاقة الرقمية أو الكارت الرقمي إلى الجسم المادي للبطاقة (مثل بطاقة الذاكرة الموجودة في الهواتف) أو يشير إلى المحتوى الرقمي المضاف إلى البطاقة والمسمى البطاقة الافتراضية أو البطاقة السحابية، كممثل رقمي افتراضي للبطاقة المادية.
تستخدم البطاقات الرقمية كبطاقات هوية وبطاقات ائتمان وبطاقات مدين وبطاقات ولاء وبطاقات تأمين صحي؛ كما أنها تستخدم في رخصة القيادة وبطاقة الضمان الاجتماعي في بعض الوكالات الحكومية.
يمكن للهاتف الذكي أو الساعة الذكية تخزين المحتوى الرقمي للبطاقة؛ ومن ثم يمكن نقل عروض الخصومات والشراء وتحديثات الأخبار لاسلكيًا عبر الإنترنت، كما تستخدم هذه البطاقات على نطاق واسع في قطاع النقل الجماعي لتحل محل التذاكر الورقية.

## التاريخ
اخترع المهندس الدنماركي فالديمار بولسن التسجيل المغناطيسي على الشريط والأسلاك الفولاذية عام 1900 بهدف تسجيل الصوت، ثم في الخمسينيات من القرن الماضي ظهر التسجيل المغناطيسي لبيانات الكمبيوتر الرقمية على شريط بلاستيكي مطلي بأكسيد الحديد، وفي عام 1960 استخدمت شركة آي بي إم (IBM)فكرة الشريط المغناطيسي لتطوير طريقة فعالة لتأمين الأشرطة المغناطيسية على بطاقات المدين، وهي الطريقة الأكثر شيوعًا لتحديد الهوية والدفع حتى الآن، وذلك بموجب عقد مع حكومة الولايات المتحدة، وتحدد المنظمة الدولية المعايير القياسية والخصائص الفيزيائية للبطاقة، من حيث الحجم والمرونة وموقع الشريط المغناطيسي والخصائص المغناطيسية وتنسيقات البيانات. كما أنها توفر معايير للبطاقات المالية، بما في ذلك تخصيص نطاقات أرقام البطاقات لمؤسسات إصدار البطاقات المختلفة، ومع ظهور التقدم التكنولوجي في شكل الهواتف الذكية والأجهزة المحمولة والساعات الذكية ظهر مصطلح "البطاقة الرقمية"
أصدرت جوجل نسختها الخاصة من محفظة جوجل المستضافة على السحابة في 26 مايو 2011، والتي تحتوي على بطاقات رقمية يمكن إنشاؤها عبر الإنترنت دون الحاجة إلى الحصول على بطاقة مادية، على الرغم من أن جميع تجارها يصدرون حاليًا كلا من البطاقات بلاستيكية والرقمية.

### بطاقة الشريط المغناطيسي

بطاقة الشريط المغناطيسي (الشريط البني اللون).

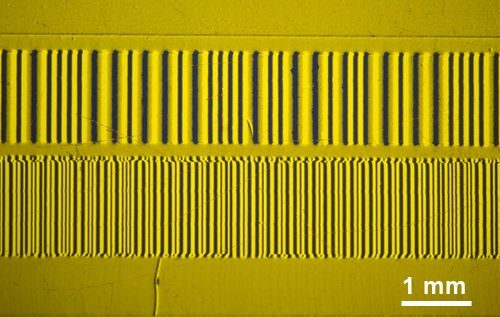
تصور المعلومات المخزنة مغناطيسيًا على بطاقة الشريط المغناطيسي. (تشير الألوان الداكنة إلى الشمال المغناطيسي والألوان الفاتحة إلى الجنوب المغناطيسي)

بطاقة الشريط المغناطيسي هي نوع من البطاقات القادرة على تخزين المعلومات على شريط مغناطيسي الموجود على البطاقة البلاستيكية، ويمكن لجهاز الكمبيوتر تحديث محتوى البطاقة، وتتم قراءة الشريط المغناطيسي عن طريق تمريره عبر جهاز قراءة للبطاقة، وتُستخدم البطاقات ذات الشريط الممغنط بشكل شائع في بطاقات الائتمان وبطاقات الهوية وتذاكر النقل، كما قد تحتوي البطاقة أيضًا على علامة لتحديد الهوية بموجات الراديو (RFID)، معيد البث، شريحة دائرة متكاملة تستخدم في التحكم بالوصول أو الدفع الإلكتروني.

#### التخزين المغناطيسي

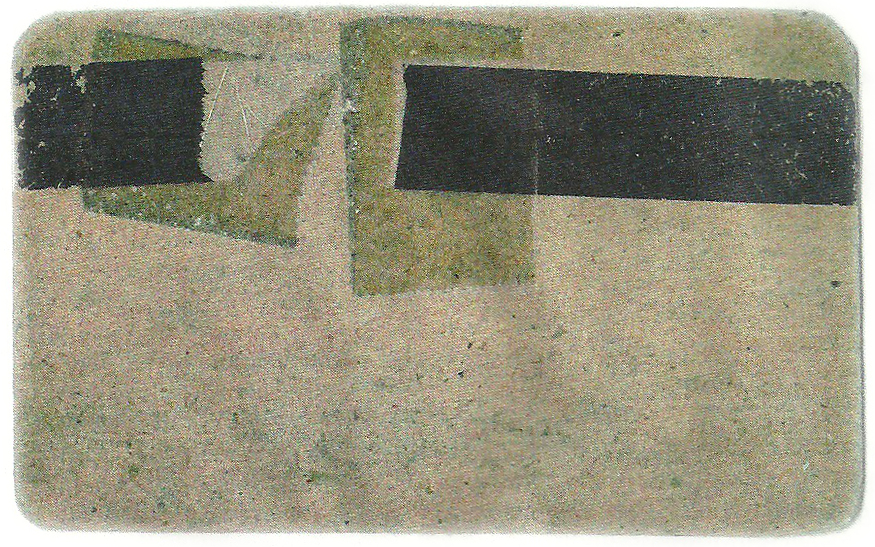
النموذج الأولي لبطاقة الشريط المغناطيسي التي أنشأتها شركة آي بي إم في أواخر الستينيات. يظهر فيها الشريط المغناطيسي المصنوع من السيلوفان مثبت على قطعة من الورق المقوى بشريط لاصق شفاف.

عُرف التخزين المغناطيسي منذ الحرب العالمية الثانية كما عُرف تخزين بيانات الكمبيوتر في الخمسينيات من القرن الماضي.
اقترح الهندس فورست باري (أحد مهندسي آي بي إم) فكرة إرفاق قطعة من الشريط المغناطيسي بقاعدة بطاقة بلاستيكية وذلك عام 1969، وحاول فيها دون جدوى، حيث كان الشريط إما مشوه أو تتأثر خصائصه سلبيًا بالمادة اللاصقة، ما دفعه إلى السعي في محاولة الحصول على مادة لاصقة مناسبة، إلا أن زوجته أوحت له بفكرة استخدام المكواة لإذابة الشريط (أثناء كويها للملابس في المنزل)، وكانت فكرة موفقة، حيث كانت حرارة المكواة عالية بما يكفي لربط الشريط بالبطاقة.

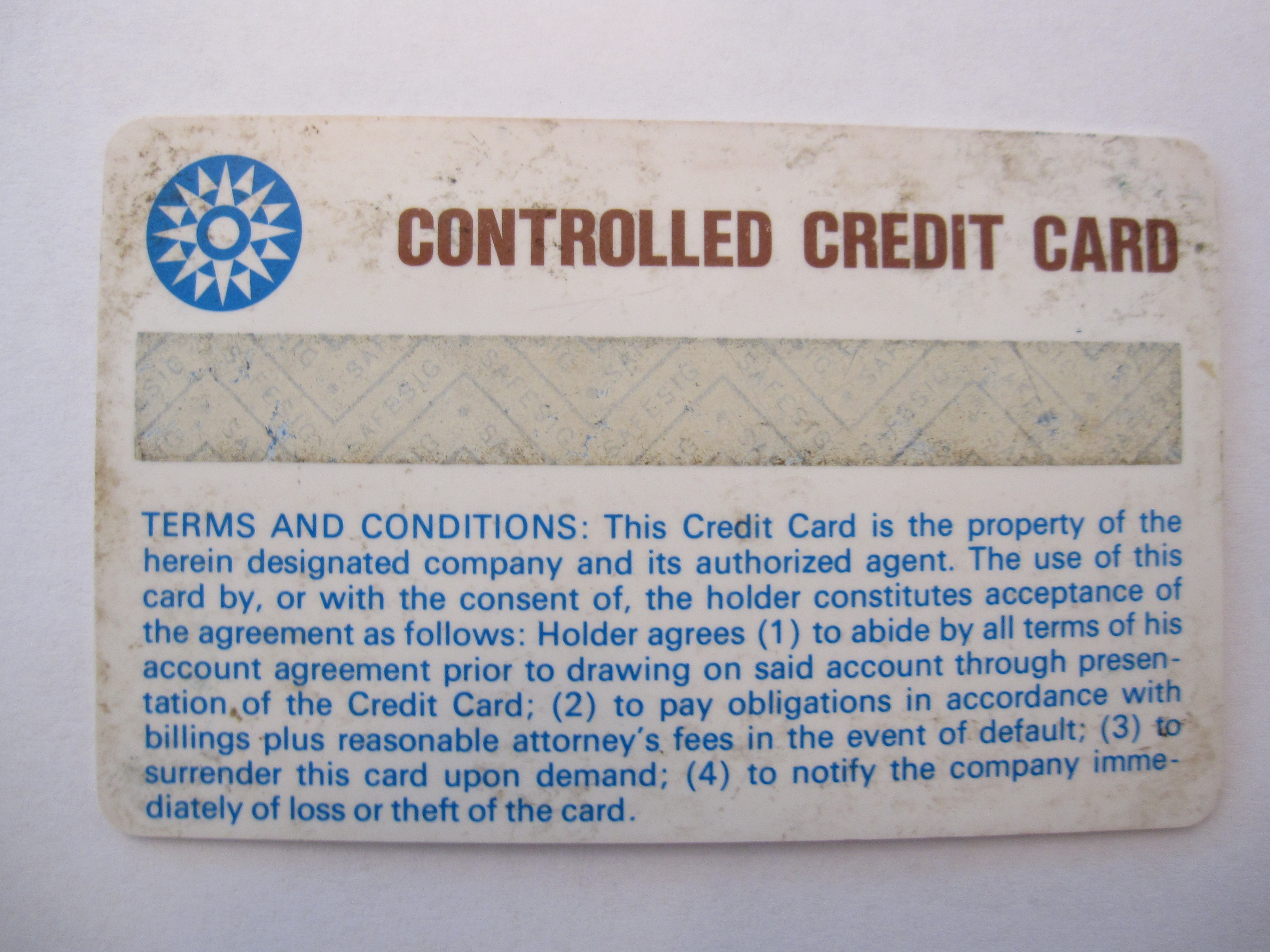
الجانب الخلفي من أول بطاقة ائتمان بلاستيكية ذات شريط مغناطيسي.

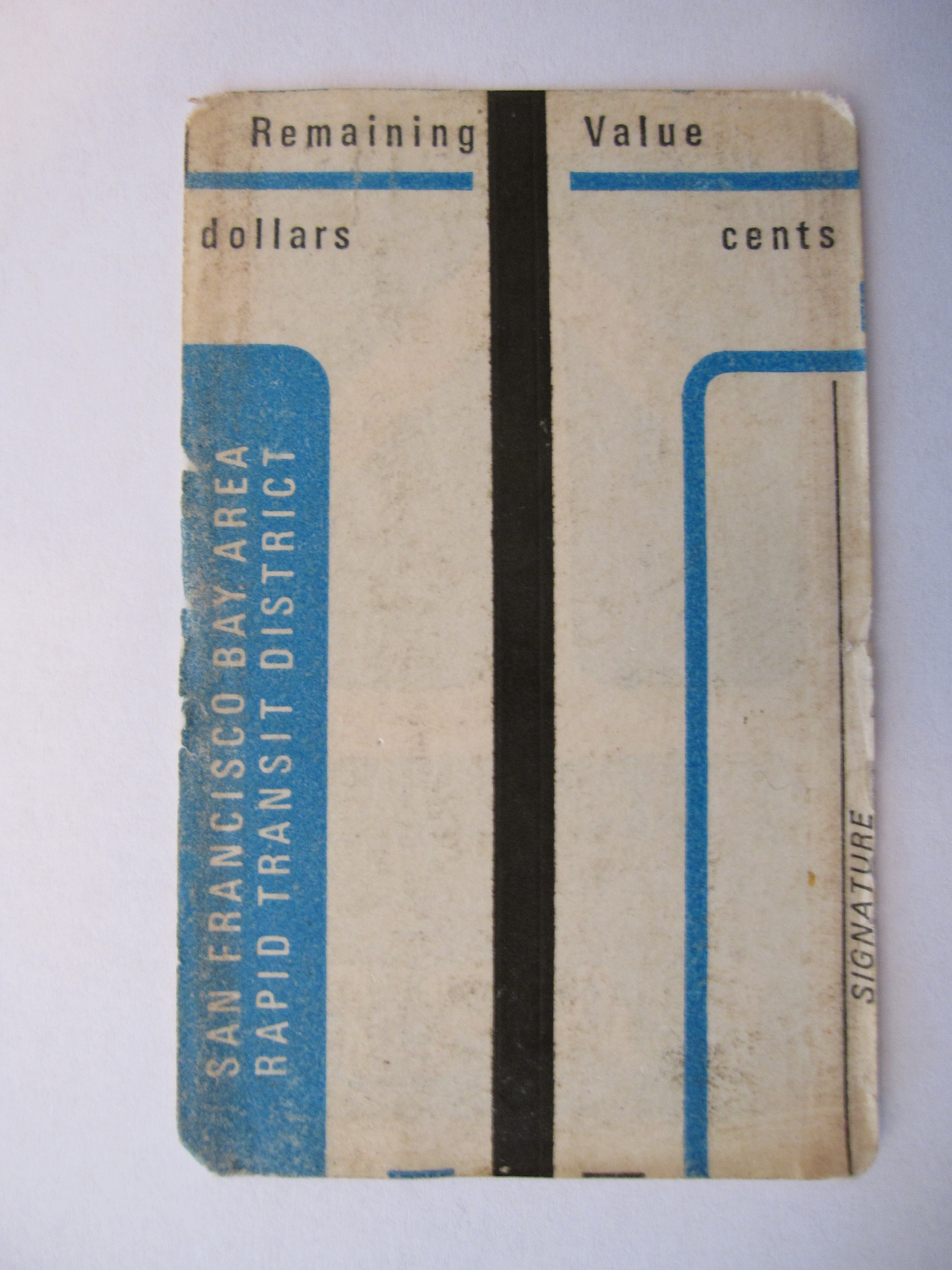
الجانب الخلفي لبطاقة ورقية مشفرة ذات شريط مغناطيسي. وتم تثبيت الشريط المغناطيسي وسط البطاقة باستخدام طلاء مغناطيسي.

مكنت التحسينات الإضافية من عام 1969 حتى عام 1973 من تطوير وبيع تطبيقات لما أصبح يعرف باسم رمز المنتج العالمي (UPC). نتج عن هذا الجهد الهندسي أن تنتج شركة أي بي إم أول بطاقات ائتمان وبطاقات هوية بلاستيكية ذات شريط مغناطيسي تُستخدم في البنوك وشركات التأمين والمستشفيات وغيرها الكثير.
شمل العملاء المبكرون كل من البنوك وشركات التأمين والمستشفيات، الذين زودوا شركة آي بي إم بالبطاقات البلاستيكية الخام المطبوع عليها العلامة التجارية للمؤسسة، كما زودوا آي بي إم بالمعلومات المراد ترميزها وتشفيرها على هذه البطاقات. وكانت البطاقات تحتوي على شريط مغناطيسي مثبت باستخدام عملية الختم الساخن التي طورتها شركة آي بي إم.

#### مزيد من التطورات ومعايير الترميز
بدأت أعمال التطوير لشركة آي بي إم عام 1969، وكانت لا تزال بحاجة إلى مزيد من التطوير والعمل، وتتضمن الخطوات المطلوبة لتحويل الوسائط ذات الشريط المغناطيسي إلى جهاز قابل للاستخدام ما يلي:
1. إنشاء المعايير الدولية لمحتوى الشريط، بما في ذلك المعلومات وتنسقها والرموز التعريفية المستخدمة.
2. الاختبار الميداني للجهاز والمعايير المقترحة لقبول السوق.
3. تطوير خطوات التصنيع اللازمة لإنتاج كميات كبيرة من البطاقات المطلوبة.
4. تثبيت الشريط المغناطيسي وإمكانيات القبول للمعدات المتاحة.

أحيط الشريط المغناطيسي في معظم البطاقات بمادة شبيهة بالبلاستيك، ويقع الشريط المغناطيسي 0.223 بوصة (5.66 مم) من حافة البطاقة، وعرضه 0.375 بوصة (9.52 مم)، ويحتوي الشريط المغناطيسي على ثلاثة مسارات، كل منها 0.110 بوصة (2.79 مم). عادةً ما يتم تسجيل المسارين الأول والثالث بمعدل 210 بت لكل بوصة (8.27 بت لكل مم)، بينما يحتوي المسار الثاني عادةً على كثافة تسجيل تبلغ 75 بت لكل بوصة (2.95 بت لكل مم). يمكن أن يحتوي كل مسار إما على أحرف أبجدية رقمية مكونة من 7 بتات، أو أحرف رقمية من 5 بتات، وقد أنشأ اتحاد النقل الجوي الدولي معايير المسار الأول، فيما أنشأ جمعية المصرفيين الأمريكيين معايير المسار الثاني.
يمكن لمعظم أجهزة نقاط البيع (أجهزة كمبيوتر يمكن برمجتها لأداء مهام محددة) قراءة بطاقات الشريط المغناطيسي التي تتبع هذه المواصفات، وتشمل أمثلة البطاقات التي تلتزم بهذه المعايير كل من البطاقات المصرفية وبطاقات الائتمان والخصم مثل فيزا ومساتركارد وبطاقات الهدايا ورخص القيادة وبطاقات الهاتف وبطاقات الأعمال وغيرها، كما تستخدم العديد من مراكز ألعاب الفيديو والتسلية الآن أنظمة بطاقات الخصم القائمة على بطاقات الشريط المغناطيسي.

#### البطاقات المالية
يوجد ثلاثة مسارات على البطاقات الشريط المغناطسي تعرف باسم المسار الأول والثاني والثالث. ويعتبر المسار الثالث غير مستخدم تقريبًا من قبل الشبكات العالمية الكبرى ، وغالبًا ما لا يكون موجودًا فعليًا على البطاقة ذات الشريط المغناطيسي الضيق، وتعتمد نقاط البيع فيب قراءة البطاقة على المسار الأول أو الثاني أو كليهما في حالة عدم إمكانية قراءة مسار واحد، نظرا لأن الحد الأدنى من المعلومات اللازمة لإتمام المعاملة موجود على كلا المسارين. يحتوي المسار الأول1 على كثافة بت أعلى (210 بت لكل بوصة مقابل 75)، وهو المسار الوحيد الذي قد يحتوي على نص أبجدي، وبالتالي فهو المسار الوحيد الذي يحتوي على اسم حامل البطاقة.